# Sindrome di Hanhart
La sindrome di Hanhart è una condizione medica caratterizzata da disturbi congeniti che causano una lingua sottosviluppata, estremità e dita malformate. Esistono cinque tipologie della sindrome; la gravità e la natura della condizione può variare da caso a caso. La sindrome di Hanhart è classificata come una malattia rara, con circa 30 casi noti registrati tra il 1932 e il 1991. Le prime ipotesi ritenevano che la condizione fosse causata da condizioni genetiche, mentre un'ipotesi più recente dimostra che possa essere la conseguenza di lesioni emorragiche avvenute durante sviluppo prenatale. Al 2023, il meccanismo che causa ciò è però ancora sconosciuto.